# 篠原茂 (競馬)
篠原 茂（しのはら しげる、1961年9月29日 - ）は、東京都出身の元騎手・調教助手。

## 来歴
1981年3月1日の中山第3競走4歳未勝利・フジノナオキ（13頭中10着）で初騎乗を果たし、5月31日の東京第8競走5歳以上400万下・ウエスタンチャンプで初勝利を挙げる 。11月7日・8日の福島で初の2日連続勝利、12月5日の中京で初の1日3勝を記録するなど、1年目の同年から2桁勝利の11勝をマークし、関東の新人賞に当たる民放競馬記者クラブ賞を受賞。
2年目の1982年には2月13日の中京で初の1日2勝を挙げ、4月11日の中山第12競走5歳以上オープンでは1年5ヶ月ぶりの復帰戦となったシービークロスに騎乗。5着までアタマ、アタマ、ハナ、ハナの接戦を勝利するが、次走の日経賞当日に三度の繋靱帯炎再発に見舞われて出走取消→引退したため、最後の勝利となった。秋の福島戦では10月23日に3連勝するなど11勝を挙げ、夏の2勝と合わせた計13勝を含む22勝をマークし、結局この年が自身唯一の20勝台で自己最多となった。
3年目の1983年には京成杯をキングパシフィックで4着、第1回中山牝馬ステークスでは13頭中12番人気のジムモンタでビクトリアクラウンに先着する3着に入った。
1985年には1月26日の東京第3競走4歳未勝利でダイナフリージアに騎乗しタケノハナミの2着に入ったほか、4月6日の中山第2競走4歳未勝利では12頭中12番人気のマイケルで4着までクビ、アタマ、クビの接戦を勝利して単勝21840円の波乱を起こし、9月15日の中山第6競走3歳新馬ではハッピープリンスでダイシンフブキの2着に入った。
1989年には9月23日の中山第2競走3歳新馬では8頭中6番人気のモンテプリンス産駒カネショウナイトに騎乗し、終始マークした単勝1.3倍の1番人気アイネスフウジンにクビ差勝利。
1991年には7月13日の新潟第1競走3歳未勝利で中島敏文調教師の管理馬初出走となったコメットサルター（8頭中6着）に騎乗し、9月15日の中山第2競走3歳新馬・ユーワオージャで中島に初勝利をもたらすなど、9年ぶりで最後の2桁勝利となる11勝をマーク。
1992年にはマイネルヨースで1月18日の中山第11競走ニューイヤーステークスを逃げてダイナマイトダディの3着、管理する中島の重賞初出走となった東京新聞杯でも逃げて6着に入った。GI初出走となった安田記念でも逃げ、4コーナー手前では実況の塩原恒夫（当時・フジテレビアナウンサー）は「逃げておりますのは、やはり、やはりそうですマイネルヨースと篠原茂」と言われた。結果は10着に敗れたが、イブキマイカグラ・ナルシスノワール・ダイイチルビーに先着した。
1994年には11月27日の東京第11競走4歳以上900万下ではキンググローリアス産駒ダービーベターで同産駒セタノキングの2着に入り、1995年11月12日の新潟第6競走4歳未勝利・ミナミノエムロードで通算100勝を達成。
1997年8月24日の新潟第3競走4歳未勝利・ジングウブラボーが最後の勝利、1998年4月25日の新潟第2競走4歳未出走・ダイヤパシフィック（14頭中7着）が最後の騎乗となり、1998年5月31日付で現役を引退 。
引退後は平井雄二厩舎と二ノ宮敬宇厩舎で調教助手を務め、二ノ宮厩舎ではレインボーダリア・キャットコインを担当。

## 騎手成績
| 通算成績 | 1着 | 2着 | 3着 | 4着以下 | 出走回数 | 勝率 | 連対率 |
| -------- | --- | --- | --- | ------- | -------- | ---- | ------ |
| 平地     | 105 | 116 | 125 | 1510    | 1856     | .057 | .119   |